# 伊塔穆特峰
伊塔穆特峰（西班牙語：Cerro Itamut），是巴拿馬的山峰，位於該國西北部，處於博卡斯德爾托羅省，屬於巴拿馬中部山脈的一部分，毗鄰法布雷加峰，海拔高度3,279米。